# Сирнево (Старозагорська область)
Си́рнево (болг. Сърнево) — село в Старозагорській області Болгарії. Входить до складу общини Раднево.

## Населення
За даними перепису населення 2011 року у селі проживали 1438 осіб.
Національний склад населення села:
| Національність   | Кількість осіб | Відсоток |
| ---------------- | -------------- | -------- |
| болгари          | 1185           | 83,3%    |
| цигани           | 218            | 15,3%    |
| турки            | 14             | 1,0%     |
| Всього відповіли | 1423           |          |

Розподіл населення за віком у 2011 році:
Динаміка населення: